# Robiquetia cerina
Robiquetia cerina là một loài lan đặc hữu của Philippines.

## Hình ảnh

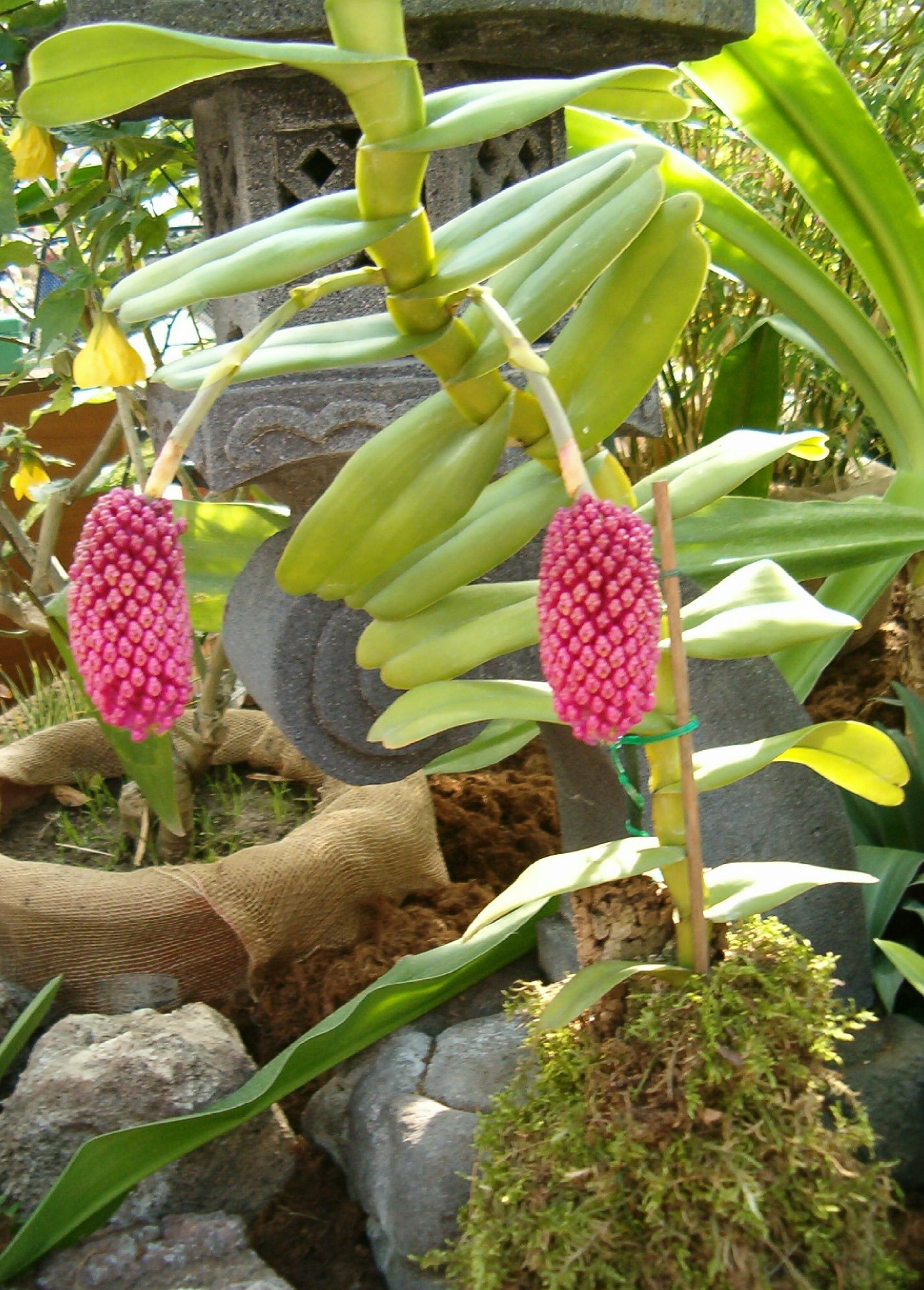
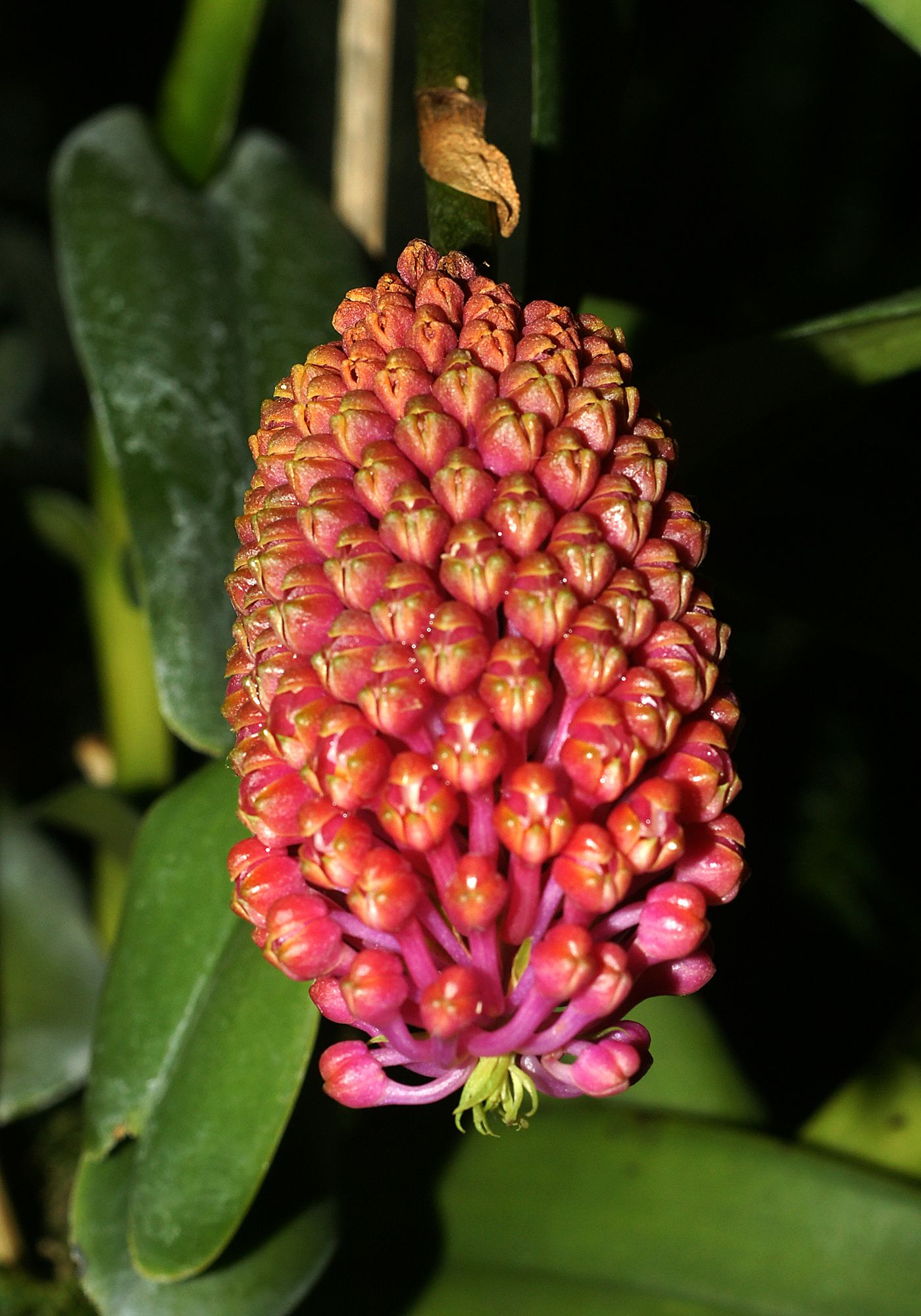
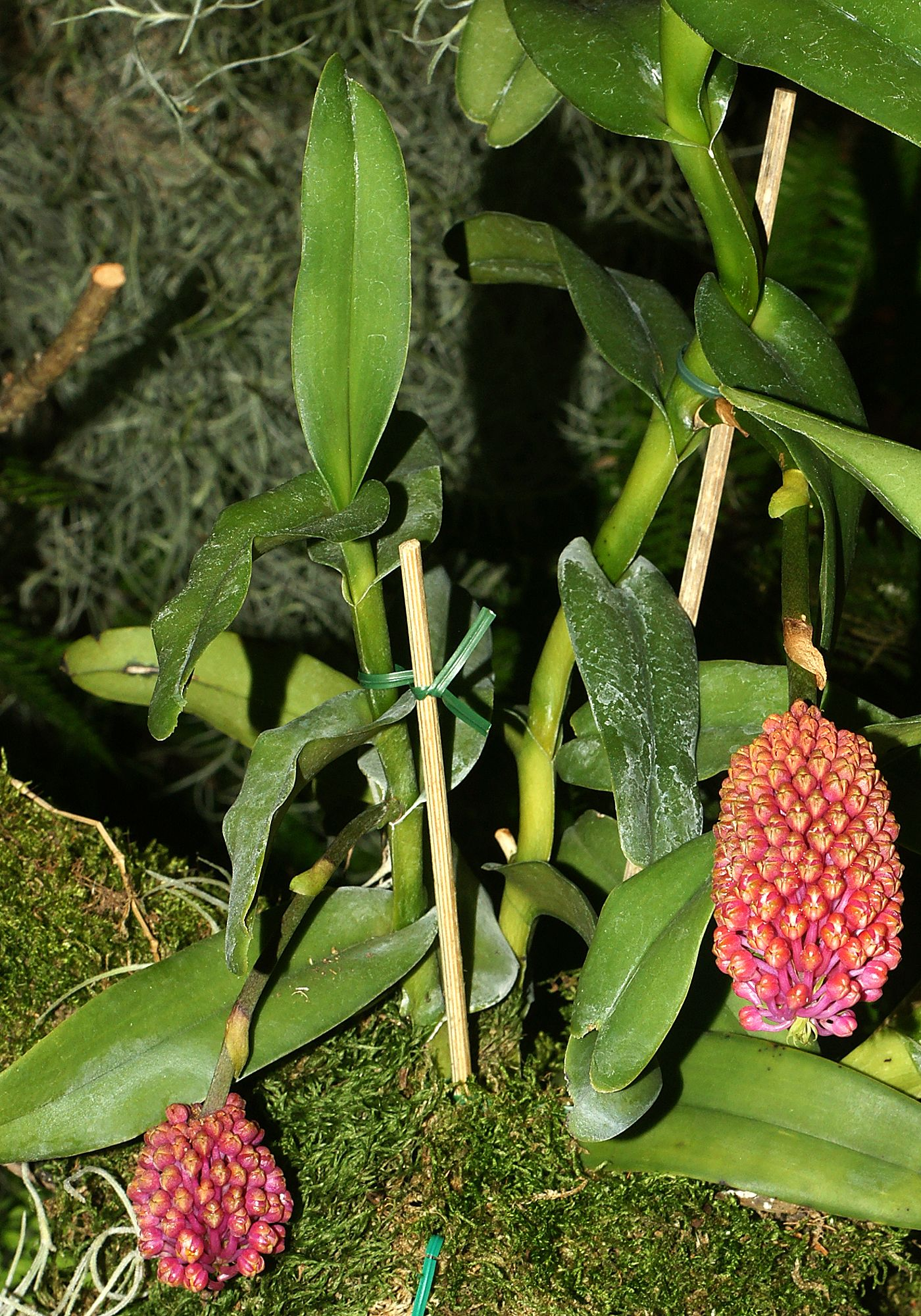